# Huvudväg 1
De Huvudväg 1 (Fins: Valtatie 1) is een primaire hoofdweg in Åland (Finland) met een lengte van 33 kilometer. De weg verbindt de hoofdstad Mariehamn met de westelijke haven Berghamn op het eiland Eckerö alwaar de boot uit het Zweedse Grisslehamn aankomt/vertrekt. De weg loopt langs de luchthaven Mariehamn.
De weg is over de hele lengte tweebaans, en enkele delen zijn voorzien van een vrijliggend fietspad.
De weg maakt - samen met hoofdweg 3 - deel uit van de E18.